# HOW TO GO
「HOW TO GO」（ハウ・トゥ・ゴー）は、日本のロックバンド・くるりの11枚目のシングル。発売元はSPEEDSTAR RECORDS。くるりの5thアルバムである『アンテナ』に収録されている。

## 概要
前シングルから1年半後に発売されたシングル。CD帯のキャッチコピーは「働くぞ、くるり」。くるりのドラマーである森信行が脱退してからはじめてリリースされたシングルでもある。くるりのベストアルバムである『ベスト オブ くるり -TOWER OF MUSIC LOVER-』にも収録されている。
映画『ジョゼと虎と魚たち』、『リアリズムの宿』のサウンドトラック制作を終了したくるりは2003年5月にスコットランド・グラスゴーに渡りトニー・ドゥーガンの元、『アンテナ』に収録予定の数曲をレコーディングした。ドラムは後にくるりのツアーなどに参加するクリフ・アーモンドが担当している。「HOW TO GO」もその中の一つであったが、このときは「HOW TO GO <Original>」バージョンがレコーディングされている。帰国後にくるりのプライベートスタジオであるペンタトニックスタジオでリテイクされそれがシングル化された。
岸田繁が「ロックでこのぐらい遅い曲も珍しいのではないか」と語る通り、スローテンポな曲である。
初回盤はデジパック仕様で、くるりの地元である京都にちなんだステッカーが封入されている。
ジャケットのデザインおよび、表紙のペンギンの絵は古賀鈴鳴の手によるもの。ちなみにインナーの写真で岸田がかけているメガネは、太田出版発行の雑誌『バリヤバ！』の企画で購入したものである。

## プロモーション・ビデオ
「HOW TO GO」のプロモーション・ビデオは岸田と竹内鉄郎が監督を担当している。メンバーが座っているテーブルに次々と料理が運ばれてくる一方で、後ろで大勢の人たちが騒いでいるというもの。同じタイプのPVではラモーンズのシングル「I Wanna be Sedated」のPVなどがある。
「倍速で動くエキストラと普通の速さで動くくるりのメンバーが同じ空間にいる」、というシュールな演出方法を用いている（後ろのエキストラたちは普通の速さで動くのに対し、くるりのメンバー3人はスローで動いている映像を倍速で再生している）。

## 収録曲
作詞・作曲はすべて岸田繁。
1. HOW TO GO
ドラムは岸田による打ち込みのもの。アルバム『アンテナ』にはクリストファー・マグワイアがドラムを叩いた再録バージョンが収録されている。
2. すけべな女の子
森信行が在籍していたころから演奏されていたパワフルなロックナンバー。長らくシングルやアルバムへの収録が見送られてきたが、「HOW TO GO」のB面として収録された。クリストファー・マグワイアが来日した直後に撮影されたPVが存在するが、本作に収録されたバージョンでドラムを叩いているのはサポートメンバーのあらきゆうこである。
3. 地下鉄
ドラムはクリフ･アーモンド。
4. HOW TO GO <Original>
グラスゴーでレコーディングされたもの。歌詞が1文字違っている（『いつかは想像を超える日が待っているのだろう』が『いつかは想像を超える日を待っているのだろう』になっている）。ドラムはクリフ･アーモンド。(「クリフのドラムが上手すぎてイメージと違う」という理由で上記のリテイクが行われた)